# Mitrephora calcarea
Mitrephora calcarea är en kirimojaväxtart som beskrevs av Friedrich Ludwig Diels, Weeras. och Richard M.K. Saunders. Mitrephora calcarea ingår i släktet Mitrephora och familjen kirimojaväxter. Inga underarter finns listade i Catalogue of Life.